# Peter Becker (Politiker, 1812)

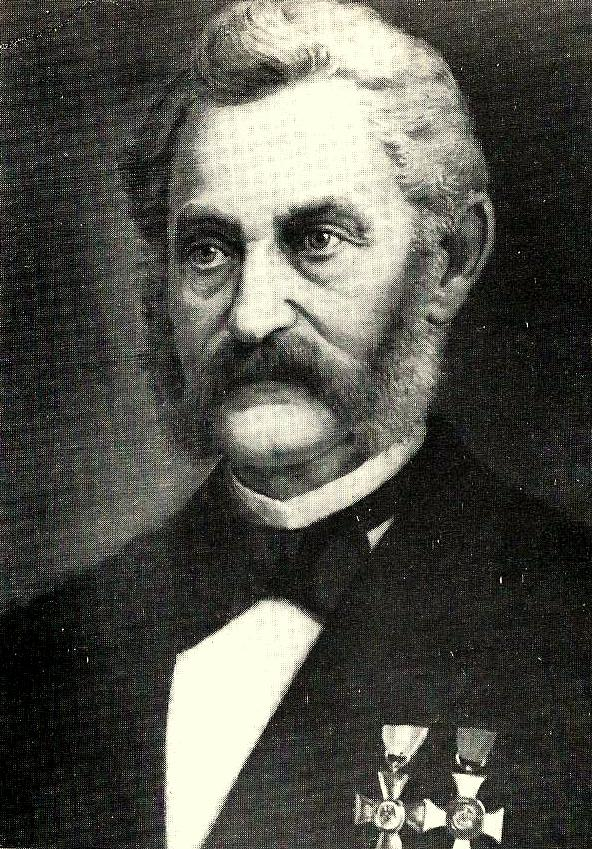
Porträtbild Peter Becker im Eupener Rathaus

Peter Becker (* 7. Juni 1812 in St. Wendel; † 10. Februar 1900 in Eupen) war ein deutscher Verwaltungsbeamter und langjähriger Oberbürgermeister von Eupen. Er setzte sich maßgeblich für den Ausbau der Infrastruktur sowie für eine sinnvolle Bebauung und Verschönerung der Stadt ein.

## Leben
Peter Becker war Sohn des Hufschmieds Peter Becker und der Margaretha Jung. Er erhielt nach seiner Schulzeit und seinem Studium eine Anstellung als Landmesser. Anfang der 1840er-Jahre trat er in den Verwaltungsdienst ein und wurde später Kreissekretär für den Kreis Eupen bei der Aachener Bezirksregierung. In Aachen lernte er seine Frau Anna Maria Schröder (* 1825) kennen, eine Tochter des Polizeisekretärs Johann Schröder; mit ihr hatte er insgesamt fünf Kinder.
Im Februar 1850 wurde Peter Becker zum Bürgermeister von Eupen gewählt. Einen Monat später übernahm er das Amt zunächst kommissarisch und wurde im Januar 1851 von der Regierung in Aachen bestätigt und im Februar von dem amtierenden Regierungspräsidenten Friedrich von Kühlwetter für eine Amtszeit von 12 Jahren in das Amt eingeführt. Anschließend trat Becker sowohl 1863 als auch 1875 zur Wiederwahl  an und wurde beide Male mit großer Mehrheit bestätigt. In diesem Zusammenhang schlug er 1875 ein Angebot aus Trier ab, dort als Oberbürgermeisterkandidat anzutreten.
Darüber hinaus saß Becker von 1855 bis 1858 als Vertreter der Wahlkreise Aachen-Stadt, Aachen-Land und Eupen im Preußischen Abgeordnetenhaus und war von 1860 bis 1875 Mitglied des Rheinischen Provinziallandtags. Außerdem vertrat er von 1871 bis 1878 die Städte Eupen und Aachen im ständischen Provinzialverwaltungsrat der Rheinprovinz.
Aus gesundheitlichen Gründen beantragte Becker 1880 seinen vorzeitigen Rücktritt, der ihm mit Wirkung zum 1. April 1881 genehmigt wurde. Er lebte noch weitere 19 Jahre als Pensionär in Eupen und starb am 10. Februar 1900. Er fand seine letzte Ruhestätte auf dem städtischen Friedhof in Eupen. Von seinen fünf Kindern folgte ihm sein Sohn, der Seifenfabrikant Theophil Becker (* 1848), als Ratsmitglied und Beigeordneter in die Stadtverwaltung.
Für seine zahlreichen Verdienste erhielt Peter Becker 1865 von der Bezirksregierung in Aachen den Ehrentitel „Oberbürgermeister“. Später wurde eine Straße in Eupen nach ihm benannt. Ein Ölporträt von Becker als Geschenk von seinem Sohn Theophil für die Stadt Eupen hängt noch heute im dortigen Rathaus.

## Wirken

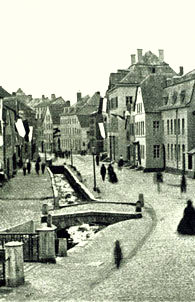
Gospertbach vor der Überwölbung 1865

In einer Zeit, in der die damalige Kleinstadt zu einer boomenden Tuchindustriestadt heranwuchs, sorgte Becker maßgeblich für die nötige politische Unterstützung zur Verbesserung der Infrastruktur und der Bebauung. Viele der meist verschlammten Pfade und Gässchen ließ Becker zu Fernwegen ausbauen und befestigen, soweit sie das Eupener Stadtgebiet betrafen. So wurden beispielsweise 1850 der Weg über Schönefeld nach Roetgen, 1855 die Oestraße durchs Oetal entlang der Weser Richtung Dolhain, 1856 die Staatsstraße (heutige Malmedyer Straße) in Richtung Botrange und Malmedy sowie kurz vor seiner Abdankung der innerstädtische Verbindungsweg Rotenberg zwischen der Eupener Unterstadt und Oberstadt fertiggestellt und eingeweiht.
Ferner ließ er 1866 für eine bessere Anbindung der Tuchfabriken mehrere neue Brücken über die Weser und die Hill erbauen sowie 1867 den Gospertbach, der quer durch die Stadt floss und sowohl als Abwasserkanal als auch für die Wollwäsche diente, überwölben. Im Jahr 1867 wurde die Wasserleitung fertig gestellt, die von dem zwei Jahre zuvor erworbenen Buschbergweiher die Brunnen der Stadt speiste.
Beckers Initiative ist es ebenso zu verdanken, dass am 1. März 1864 der neue Eisenbahnzubringer von Eupen zum Bahnhof Herbesthal eröffnet werden konnte, wodurch die Stadt Anschluss an die Bahnstrecke Lüttich–Aachen und damit an das internationale Eisenbahnnetz  erhielt.
Die zahlreichen Arbeiterfamilien, besonders aus der Tuchindustrie, unterstützte er durch Gründung einer Aktiengesellschaft zur Beschaffung günstiger und gesunder Wohnungen. Dadurch konnten allein bis 1870 mehr als 60 Familien eine neue Bleibe finden. Ebenso setzte er sich für eine umfangreiche Bildung der Bürger ein und gründete zu diesem Zweck einen Schulstipendienverein, dessen erster Vorsitzender er wurde. Durch Ankäufe von größeren Anwesen erreichte Becker ferner, dass 1863 die Höhere Bürgerschule und 1870 die Unterstadtschule in restaurierten Räumlichkeiten unterkommen und lehren konnten. Außerdem veranlasste er, dass 1870 der Aachener Verein zur Beförderung der Arbeitsamkeit eine neue „Kinderbewahranstalt“ (später u. a. Mädchenschule) in der damaligen Borngasse und heutigen Schulstraße in Eupen einrichten ließ. 1876 folgten schließlich noch die Neubauten für die Knabenschule am Rathausplatz und für die evangelischen Kinder in der Neustraße.

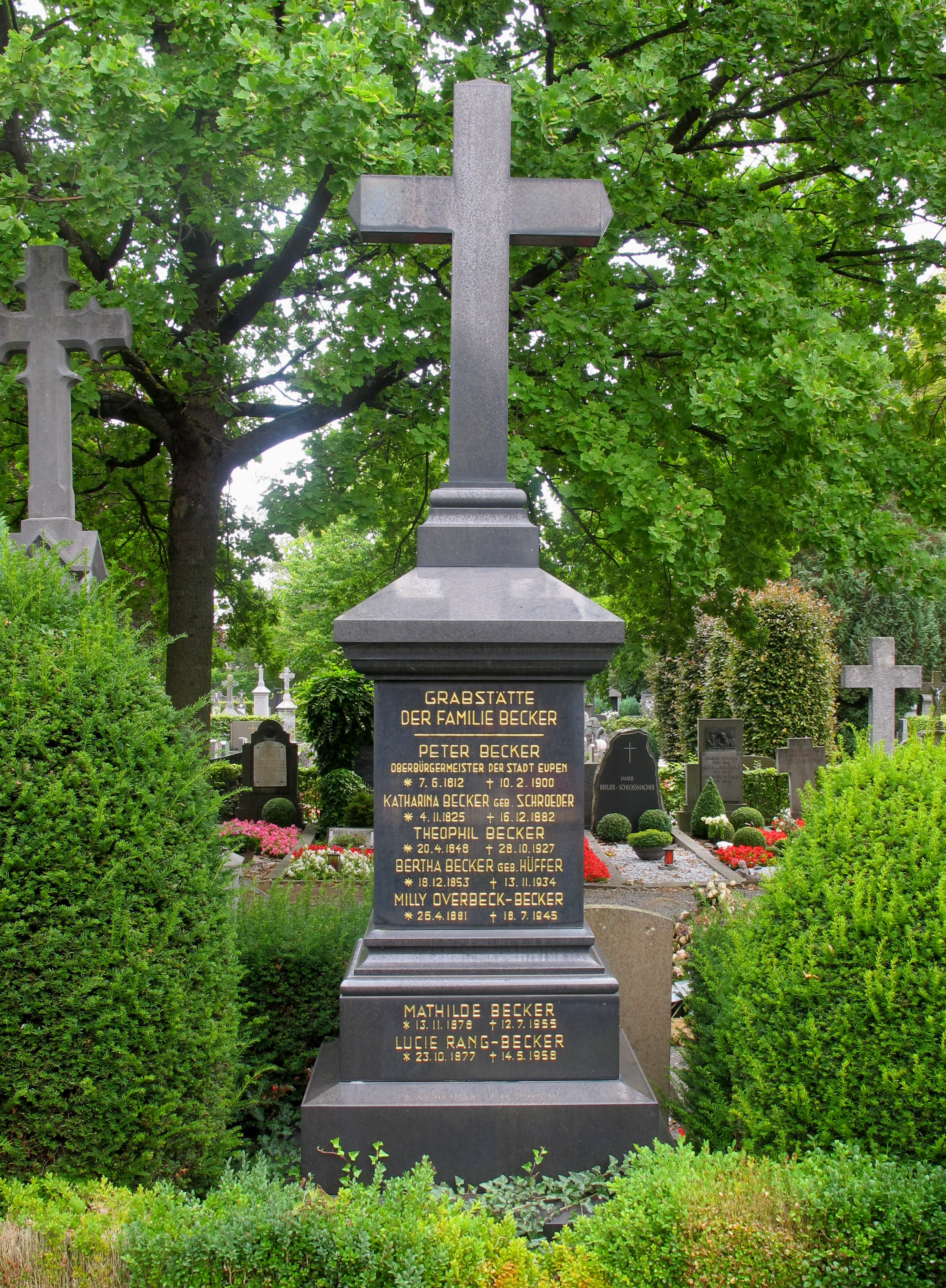
Grabstätte Beckers

Obwohl strenggläubiger Katholik verhalf Becker 1851 der evangelischen Gemeinde Eupens zum Bau ihrer Friedenskirche, deren Grundsteinlegung 1851 und deren Einweihung 1855 erfolgten. Darüber hinaus förderte er ebenso den Bau einer zweiten katholischen Kirche für Eupen, der St. Josef-Kirche in der Unterstadt, deren Grundsteinlegung am 10. August 1855  und deren Einweihung am 8. Januar 1864 stattfanden.
Außerdem ließ er 1857 die Mariensäule auf dem Marktplatz durch den Bildhauer Christian Mohr im neugotischen Stil anfertigen, 1862 das Rathaus umfangreich umbauen und in den Jahren 1875/1876 den städtischen Friedhof erweitern und mit einer neuen Friedhofsmauer versehen. Beim Friedhofsumbau beteiligte sich zusätzlich die Gattin des englischen Gutsherrn Charles Eduard Hill, eine geborene Mumm aus Eupen, mit einer großzügigen Spende.
In seinen letzten Amtsjahren brachte Becker noch die Stadtbegrünung auf dem Weg, die anschließend durch seinen Amtsnachfolger Theodor Mooren maßgeblich forciert und umgesetzt wurde.